# 2006年东帝汶危机
2006年东帝汶危机（葡萄牙語：Crise timorense de 2006）是2006年东帝汶爆发的一场暴力骚乱。其导火线是东帝汶国防军中由歧视行为所导致的冲突事件。此次暴力骚乱以首都帝力为中心，范围波及全国。此次危机最终导致数个国家军事介入，并以总理马里·阿尔卡蒂里的下台为结束。

## 背景
这场危机的导火线是东帝汶军队（F-FDTL）中一些士兵对于军队管理不公的抗议行为。一些来自东帝汶西部的士兵声称他们受到了军方的歧视对待，而来自于东帝汶东部的士兵受到了优待。罗若萨人（德顿语中东方人的意思）是东帝汶独立革命阵线的重要组成部分，曾经以游击战形式来抵抗印度尼西亚的统治。而在2002年东帝汶独立后，罗若萨人构成了东帝汶解放军的最大一部分。与之相反，罗若蒙人（德顿语中西方人的意思）在抵抗活动中并没有作出突出贡献，并对军队的组建持消极态度。这当中也包含军队和警察部队关系紧张的原故：警察中大多为西方人和前印度尼西亚军人。

东帝汶的位置

约1500名常规军中的404名军人，于2006年2月8日逃出了军营；2月25日又有177名士兵逃出军营。这些士兵被要求于三月前返回军营，但他们拒绝了此项要求。随后他们被军队解除了职务。这些军人随后与一些警察部队汇合，并受中尉萨尔西尼亚的领导。
时任外交部长若泽·拉莫斯·奥尔塔在四月时称，将会建立一个小组来调查这些前士兵的抗议内容。但他同时补充：“除非我们逐案确认了每个人在这起事件中的责任，否则他们不会被允许回到军队。”
而这些对于士兵和政府的攻击背后隐藏有政治企图。那些最初发动暴力和杀戮行为的人是总统沙纳纳·古斯芒的支持者。古斯芒想取代总理和东帝汶独立革命阵线领导人马里·阿尔卡蒂里的地位。事实上，在阿尔卡蒂里被迫辞职后，东帝汶于2006-07年间组建了临时政府并于2007年举行了大选。

## 暴力冲突

帝力与其周边环境

4月24日，前士兵与他们的支持者（绝大多数为失业青年），在首都帝力的街道上举行示威游行。最初的和平抗议在士兵攻击了一家市场后逐渐演变为暴力活动。在接下来的几天持续进行的游行活动中，4月28日，前士兵与军队发生了冲突，并于人群中纵火。这场冲突最终造成五人死亡，烧毁了约100间建筑，并有约21,000名帝力平民逃离城市。
5月4日，阿尔弗雷多·雷纳多少校及他属下的20名军警和另外4名防暴警察携带着两辆装满武器和弹药的卡车叛变，加入反抗军。.在加入反抗军后，雷纳多在帝力西南部的丘陵阿伊莱乌建立了基地。他们建立了进入山区的道路关卡。
5月5日晚，曾萨尔西尼亚领导下的前士兵起草了一项声明，呼吁总统沙纳纳·古斯芒解除总理马里·阿尔卡蒂里的职务，并在48小时内解散东帝汶国防军。当早些时候古斯芒联系萨尔西尼亚试图阻止声明的发布时，萨尔西尼亚告诉他，“已经太迟了”。
反抗军驻扎在帝力郊外的山上。之后的几个星期之中，反抗军与国防军发生了数次战斗。暴力团伙也在帝力的街道上游荡，焚烧房子和汽车。逃离帝力的平民在附近或是首都郊外的教堂搭建帐篷营地。一个天主教修道院曾为7000人提供了红十字会援助。
5月8日，一名警察在一个位于帝力外的城镇中的区域国务秘书办公室中遭到杀害。5月9日，总理马里·阿尔卡蒂里将4月28日以来的暴力冲突描述为一场政变，其“目的是瘫痪民主机构，而唯一的解决办法，就是总统解散议会……而这会引起政府的垮台。”5月10日，阿尔卡蒂里宣布政府官员将与反抗军进行谈判，其中商定反抗军士兵将获得等于他们以前的军事工资的补助以维持生计。
联合国维和部队于2005年5月20日撤离东帝汶，联合国东帝汶办事处的其余行政工作人员和警察原定于2006年5月20日离开。但在5月11日，他们的撤离期限延长至六月。这项决定是应外交部长拉莫斯·奥尔塔根据人权观察和美国国务院的指控，要求联合国人权事务高级专员办事处调查关于东帝汶警察部队侵犯人权的行为。5月12日，澳大利亚总理约翰·霍华德宣布，虽然东帝汶政府没有正式要求，但澳大利亚政府正在准备提供援助，两栖运输船HMAS Kanimbla和HMAS Manoora正准备移动到北方水域。
5月下旬暴力升级，5月23日，一名外国军士兵被打死，5人受伤。外交部长拉莫斯·奥尔塔于5月24日正式向澳大利亚，新西兰，马来西亚和葡萄牙政府发出了军事援助的请求。5月25日，随着第一批国际部队到达，一些反抗军士兵进入帝力市内，与国防军和警察部队发生了交火，最多有二十人在冲突中丧生。

## 解决
6月22日，总统古斯芒通过全国电视广播对阿尔卡蒂里下达了最后通牒。他称如果阿尔卡蒂里总理不辞职，那么他将在第二天辞去总统职务。他在最后通牒中说，“革命阵线必须作出选择。马里·阿尔卡蒂里对国家，法律和民主的损失，对这场巨大的动乱负有责任。根据一份来自阿尔卡蒂里办公室的报告，阿尔卡蒂里打算自6月22日上午不再行使总理职权。报告指出，阿尔卡蒂里计划将继续担任总理职务一个月，但将指任两名议员代替他行使总理职权。
古斯芒进行广播演讲后，他的几千名支持者开始在帝力抗议活动，请求古斯芒不要辞去总统职务。事实上古斯芒那天并没有辞职。他对示威者表示会履行他的宪法职责，这显然表明他并不会辞职。阿尔卡蒂里说，只有执政党（东帝汶独立革命阵线）要求他辞职时，他才会辞职。6月25日，东帝汶独立革命阵线领导人会议确认了阿尔卡蒂里的总理地位。同时，外交和国防部长何塞·拉莫斯·奥尔塔宣布辞职，他的发言人称这是因为“政府不能正常运作”。
第二天，又有另外八名部长威胁要辞职。若泽·拉莫斯·奥尔塔正要举行辞职新闻发布会时接到了一通电话，电话后他对媒体说：“我们要取消这场无关紧要的新闻发布会了。请媒体到总理府去，总理想发表讲话。”随后，阿尔卡蒂尼宣布辞职，他说：
我在深刻思考了这个国家所面对的形势后，考虑到国家利益高于一切利益，并假定我对我国现在的危机负有责任，我决定不再加深危机。我认识到东帝汶人民有权享有和平安宁的生活，相信所有武装分子和东帝汶独立革命阵线的同情者都会理解和支持这一立场。为了避免总统先生辞职，我宣布辞去东帝汶民主共和国总理的职位。——马里·阿尔卡蒂里，
阿尔卡蒂里宣布辞职后，在帝力的街头的民众开始庆祝。澳大利亚总理约翰·霍华德说，他对阿尔卡蒂里作出辞职决定感到高兴，因为它是“解决困难，僵局进程的一部分”。
6月27日，阿尔卡蒂里收到法院传票，被要求到法院出庭作证，指控罗杰里奥·洛巴托为一些平民提供武器。检察官透露阿尔卡蒂里在此事中也可能被起诉。
在阿尔卡蒂里辞职后，拉莫斯·奥尔塔辞去总理竞选人资格，并于2006年7月8日被总统古斯芒任命为总理。

## 后续影响
这场危机深刻影响了东帝汶的政治局势。 2006年5月11日，外交部长何塞·拉莫斯·奥尔塔透露民主党领导人费尔南多·拉萨马尔曾经支持动乱行为。他警告其他各方政治力量不要利用暴力和动乱获得选举利益。他呼吁“所有人都应知道，在2007年的选举中，人民不会选择那些传播不团结，恐吓或威胁人民的人。”
到2006年8月，多国部队从东帝汶撤出，反抗军领导人阿尔弗雷多·雷纳多从帝力的Becora监狱逃脱。
2006年10月2日，联合国独立特别调查委员会提出了若干建议，包括对多人提出起诉。值得注意的是，特别调查委员会发现内政部长罗巴里奥·洛巴托，国防部长罗德里格斯和国防军领导人塔鲁·马坦·鲁克在动乱期间向平民非法提供武器。